# A Girl Like Me (album Rihanny)
A Girl Like Me – druga płyta Rihanny wydana w 2006 roku. Znalazło się na niej 17 nowych piosenek. Powstawała ona w wytwórni muzycznej Jaya-Z. Singlami z tej płyty są: "SOS", "Unfaithful", "We Ride" oraz "Break It Off"

## Lista utworów
| #   | Tytuł |      |
| --- | --- | ---- |
| 1.  | "SOS" Tekst: E. Cobb, J. Rotem, E. Bogart Produkcja: J. Rotem | 4:00 |
| 2.  | "Kisses Don't Lie" Tekst: E. Rogers, C. Sturken, R. Fenty Produkcja: E. Rogers, C. Sturken                                                                                     | 3:52 |
| 3.  | "Unfaithful" Tekst: T. E. Hermansen, M. S. Eriksen, S. Smith Produkcja: StarGate                                                                                               | 3:51 |
| 4.  | "We Ride" Tekst: T. E. Hermansen, M. S. Eriksen, M. Riddick Produkcja: StarGate                                                                                                | 3:56 |
| 5.  | "Dem Haters (featuring Dwane Husbands)" Tekst: E. Rogers, C. Sturken, M. Hallim, A. Clarke, V. Morgan, M. Flowers Produkcja: Mike City                                         | 4:19 |
| 6.  | "Final Goodbye" Tekst: C. Richardson, L. McMaster, C. Gilliam Produkcja: The Conglomerate                                                                                      | 3:14 |
| 7.  | "Break It Off" (featuring Sean Paul) Tekst: S. P. Henriques, R. Fenty, D. Bennett, K. Ford Produkcja: D. Corleon                                                               | 3:34 |
| 8.  | "Crazy Little Thing Called Love" (featuring J-Status) Tekst: E. Rogers, C. Sturken, A. Thompson, D. Virgo, A. Barwise, B. Barwise, O. Stewart Produkcja: E. Rogers, C. Sturken | 3:23 |
| 9.  | "Selfish Girl" Tekst: E. Rogers, C. Sturken Produkcja: E. Rogers, C. Sturken                                                                                                   | 3:38 |
| 10. | "P.S. (I'm Still Not Over You)" Tekst: E. Rogers, C. Sturken Produkcja: E. Rogers, C. Sturken                                                                                  | 4:11 |
| 11. | "A Girl Like Me" Tekst: E. Rogers, C. Sturken, R. Fenty Produkcja: E. Rogers, C. Sturken                                                                                       | 4:18 |
| 12. | "A Million Miles Away" Tekst: E. Rogers, C. Sturken Produkcja: E. Rogers, C. Sturken                                                                                           | 4:11 |
| 13. | "If It's Lovin' That You Want (Part 2)" (featuring Corey Gunz) Tekst: J. C. Olivier, S. J. Barnes, A. Mosely, S. Larock, L. Parker, M. Riddick Produkcja: Poke, Tone           | 4:08 |
| 14. | "Who Ya Gonna Run To?" (Utwór bonusowy: Japonia) Tekst: E. Rogers, C. Sturken Produkcja: E. Rogers, C. Sturken                                                                 | 4:00 |
| 15. | "Pon De Replay" (Full Phatt Remix) (Utwór bonusowy: UK/Holandia/Włochy) Produkcja: Phatt                                                                                       | 4:04 |
| 16. | "Coulda Been The One" (Utwór bonusowy: Japonia) Tekst: E. Rogers, C. Sturken Produkcja: E. Rogers, C. Sturken                                                                  | 4:00 |
| 17. | "SOS (Jason Nevins Glam Club Mix)" (Utwór bonusowy: UK) Tekst: E. Rogers, C. Sturken Produkcja: E. Rogers, C. Sturken                                                          | 7:44 |

## Single promujące płytę
| Okładka | Informacje                                                                         | Inne płyty                      |
| ------- | ---------------------------------------------------------------------------------- | ------------------------------- |
| Okładka | SOS - Wydany: 7 marca 2006 r. - Pozycja na świecie: 1                              | -                               |
| Okładka | Unfaithful - Wydany: 17 lipca 2006 r. 20 lipca 2006 r. - Pozycja na świecie: 4     | -                               |
| Okładka | We Ride - Wydany: wrzesień 2006 r. 23 października 2006 r. - Pozycja na świecie: - | -                               |
|         | Break It Off (feat. Sean Paul) - Wydany: grudnia 2006 r. - Pozycja na świecie: -   | The Trinity (Limitowana Edycja) |

### Reedycja
Po sukcesie albumu, w Niemczech nagrano reedycję o tytule A Girl Like Me: Deluxe Edition. Na albumie zawarto utwory z albumów A Girl like Me i Music of the Sun (też bonusowe). Dodano także uwydatniające CD, gdzie znalazły się dwa teledyski.
CD 1
14. "Pon de Replay" [Full Phatt remix] – 4:04
CD 2
1. "Who Ya Gonna Run To?" – 4:00
2. "Coulda Been the One" – 4:00
3. "Should I?" (feat J-Status) – 3:06
4. "Hypnotized" – 4:15
5. "Unfaithful" [NU Soul remix] –

Dodatkowy CD
1. "SOS" [teledysk]
2. "Unfaithful" [teledysk]

## Sprzedaż
| Lista                | Kraj              | Pozycja | Status             |
| -------------------- | ----------------- | ------- | ------------------ |
| IRMA                 | Irlandia          | 5       | 2x platynowa płyta |
| UK Albums Chart      | Wielka Brytania   | 5       | platynowa płyta    |
| Billboard 200        | Stany Zjednoczone | 5       | platynowa płyta    |
| Schweizer Hitparade  | Szwajcaria        | 6       | platynowa płyta    |
| RIANZ                | Nowa Zelandia     | 7       | —                  |
| ARIA Charts          | Australia         | 12      | platynowa płyta    |
| Ultratop 50          | Belgia            | 10      | —                  |
| Media Control Charts | Niemcy            | 13      | złota płyta        |
| Top 30               | Portugalia        | 28      | —                  |
| MegaCharts           | Holandia          | 14      | —                  |
| SNEP                 | Francja           | 18      | złota płyta        |
| Tracklisten          | Dania             | 19      | —                  |
| Ö3 Austria Top 40    | Austria           | 21      | —                  |
| VG-Lista             | Norwegia          | 28      | —                  |
| Sverigetopplistan    | Szwecja           | 29      | —                  |
| YLE                  | Finlandia         | 30      | —                  |
| FIMI                 | Włochy            | 36      | —                  |
| OLiS                 | Polska            | 36      | złota płyta        |
| Top 100              | Hiszpania         | 81      | —                  |